# Osceola (Arkansas)
Osceola é uma cidade localizada no estado americano de Arkansas, no Condado de Mississippi.

## Demografia
Segundo o censo americano de 2000, a sua população era de 8875 habitantes.
Em 2006, foi estimada uma população de 8031, um decréscimo de 844 (-9.5%).

## Geografia
De acordo com o United States Census Bureau, a localidade tem uma área de 20,2 km², sem área coberta por água. Osceola localiza-se a aproximadamente 75 m acima do nível do mar.

## Localidades na vizinhança
O diagrama seguinte representa as localidades num raio de 16 km ao redor de Osceola.